# Фонсека, Малини
Малани Фонсека либо Малини Фонсека (синг. මාලිනී ෆොන්සේකා Mālinī Fonsēkā), полное имя Ванниараччиге Малани Сенехелата Фонсека (синг. වන්නි ආරච්චිගේ මාලනි ෆොන්සේකා සෙනෙහෙලතා; 30 апреля 1947, Пелиягода — 24 мая 2025, Коломбо) — ланкийская актриса театра и кино, лауреат ряда местных и нескольких международных кинонаград, известная как «Королева сингальского кино». В 2010—2015 годах также член ланкийского парламента.

## Биография и карьера
Родилась третьей из одиннадцати детей в семье типографа Гилберта Фонсеки и его жены Сильвати Фонсеки в Пелиягоде, пригороде Коломбо. Вскоре после её рождения семья переехала в другой пригород, Нугегоду, где девочка училась вплоть до пятого класса в Колледже Св. Иоанна, а окончила среднее образование после ещё одного переезда в школе Gurukula Maha Vidyalaya в Ведамулле.
Вскоре после окончания школы, Фонсека занялась театральным искусством, впервые исполнив роль в спектакле «Noratha Ratha» в 1963, сыграв за свою карьеру главные роли в 14 драматических постановках и выиграв национальную премию в 1968 году за роль в драме «Akal Wessa».
В те же годы Фонсека впервые участвует в киносъемках в массовке, совершив полноценный дебют в кино в 1968 году в фильме Punchi Baba Тиссы Лиянсурии и снявшись за тот же год ещё в трёх фильмах Abudasse kale, Dahasak Sithuwili и Adarawanthayo. Полученные отзывы критиков обеспечили ей приглашение на главные роли от нескольких режиссёров и дальнейшее развитие карьеры. Всего по настоящее время Малини Фонсекой были исполнены роли приблизительно в полутора сотнях фильмов, в том числе, в нескольких международного производства. К наиболее успешным фильмам с её участием относятся Nidhanaya Лестера Джеймса Пириса, Siripala Saha Ranmenika Амаранатха Джаятилаке, Eya Den Loku Lamayek и Bambaru Ewith Дхармасены Патираджи. С некоторых пор, помимо театра и кино, Малини Фонсека также работает на телевидении, где были отмечены её роли в сериалах Manalada Puthe Kiri Dunne, Pitagamkarayo, Kemmura и Daruwo. Роли в теледрамах Pitagamkarayo и Kemmura принесли ей премии Sumathi Awards в категории «лучшая актриса теледрам».
В 1984 году Фонсека впервые испробовала свои силы в режиссуре и продюсировании, поставив фильм Sasara Chetana, а впоследствии сняв ещё два фильма Ahinsa (1987) и Sthree (1991). Позднее также режиссировала телесериалы, став первой женщиной-режиссёром теледрам в истории ланкийского телевидения.
В апреле 2010 года была избрана в парламент Шри-Ланки 14-го созыва по партийному списку блока Объединённый народный альянс за свободу. Одной из первых инициатив актрисы на этой позиции стало предложение организации для депутатов занятий йогой для снятия стресса перед законодательными сессиями в отведённых прямо в здании парламента мини-залах. Парламент Шри-Ланки, подобно многим другим законодательным собраниям, известен регулярно происходящими там конфликтами, вплоть до драк, из-за которых спикеру периодически приходится призывать депутатов к порядку. Один из депутатов оппозиции Ранджан Раманаяке (также известный кинематографист) прокомментировал, что проправительственные депутаты постоянно пытаются запугивать и заглушать криками парламентариев других партий, и выразил надежду, что хотя бы это нововведение научит их уважать демократические принципы и приучит к дисциплине. Впоследствии Фонсека также участвовала в разработке и продвижении ряда законодательных актов, связанных с поправками к конституции, общественными и благотворительными организациями, телевидением, регулированием игорного бизнеса, финансовой и налоговой системы Шри-Ланки и другими сторонами ланкийской политики. Пребывала депутатом до конца июня 2015, с двухнедельной самоотставкой осенью 2012 года. В парламент 15-го созыва не вошла.
Умерла 24 мая 2025 года во время лечения в больнице в Коломбо, Шри-Ланка, в возрасте 78 лет.

## Частичная фильмография
- 1963 — ගම්පෙරළිය / Changes in the Village / Перемены в деревне[11]
- 1968 — පුංචි බබා / Punchi Baba / Малыш
- 1968 — ආදරවන්තයෝ / Adaravanthayo
- 1969 — අබුද්දස්ස කාලේ / Abudasse kale
- 1969 — අක්කර පහ / Akkara Paha[англ.] / Пять акров земли — Кумари
- 1972 — නිධානය / The Treasure / Сокровище — Айрин
- 1975 — එයා දැන් ලොකු ළමයෙක් / англ. How to Be an Adult / Как стать взрослой — Сушила
- 1976 — වාසනා / англ. Wasana
- 1977 — සිරිපාල හා රන්මැණිකා / Siripala and Ranmanika / Сирипала и Ранменика
- 1978 — බඹරු ඇවිත් / Wasps are Here — Хелен
- 1978 — පයිලට් ප්‍රේම්නාත් / பைலட் பிரேம்நாத் / англ. Pilot Premnath / Пилот Премнатх — жена Премнатха
- 1979 — අපේක්ෂා / англ. Apeksha — Ниранджала
- 1979 — වසන්තයේ දවසක් / Wasanthaye Dawasak
- 1979 — හිඟන කොල්ලා / Hingana Kolla / Побирушка
- 1980 — බද්දේගම / Beddegama / Беддегама — Пунчи Меника
- 1980 — ආරාධනා / Aradhana / Арадхана
- 1988 — සිරිමැදුර / Sirimadura — Нирмала
- 1990 — හොඳ හොඳ සෙල්ලම් / Honda Honda Sellam — инспектор полиции
- 1991 — රජ කෙල්ලෝ / Raja Kello — инспектор полиции
- 1992 — සත්‍යා / Sathya — Сатья
- 2002 — පුංචි සුරංගනාවී / Punchi Suranganawi — учительница сингальского
- 2004 — වෑකන්ද වලව්ව / англ. Wekande Walauwa / Поместье у озера — Суджата Раджасурия[12]
- 2006 — අම්මාවරුනේ / Ammawarune — Суманавати
- 2007 — උප්පලවන්නා / англ. Uppalawanna / Уппалаванна — старшая бхиккхуни
- 2008 — මචන් / Machan / Дружбаны — мать Маноджа
- 2008 — අබා / Aba / Аба — Баддракаччаяна
- 2008 — ආකාස කුසුම් / англ. Flowers of the Sky / Цветы небес — Сандхья Рани
- 2011 — සෙල්වම් / Selwam — Мадхувати

## Номинации, премии и другие знаки признания
Ниже представлен неполный список знаков признания вклада Малини Фонсеки в культуру, составленный преимущественно по данным Национальной кинокорпорации Шри-Шанки, отражающим её кинематографическое творчество (по возможности, с подтверждением дополнительными источниками).

### Отечественные премии и награды
Sarasaviya Awards
- 1980 — Премии в категориях «Самая популярная актриса» и «Лучшая актриса» за роль в фильме Hingana Kolla[13]
- 1981 — Премия в категории «Самая популярная актриса»[14]
- 1982 — Премии в категориях «Самая популярная актриса» и «Лучшая актриса» за роль в фильме «Арадхана»[15]
- 1983 — Премии в категориях «Самая популярная актриса» и «Лучшая актриса» за роль в фильме Yasa Isuru[16]
- 1984 — Премия в категории «Самая популярная актриса»[17]
- 1985 — Премия в категории «Самая популярная актриса» и специальная премия Ranathisara Award[18]
- 2010 — Премия в категории «Лучшая актриса второго плана» за роль в фильме «Аба»[англ.][19] и Специальная премия Vishwa Prasadini за пожизненный вклад в кинематограф[20]

Премия SIGNIS
- 1977 — Премия за роль в фильме «Как стать взрослой»[англ.]
- 1980 — Премия за роль в фильме Dandumonara
- 1981 — Премия за роль в фильме Beddegama

Президентская кинопремия Шри-Ланки
- 1979 — Премия в категории «Лучшая актриса» за роль в фильме Bambaru Avith / Wasps are Here[21]
- 1980 — Премия в категории «Лучшая актриса» за роль в фильме Wasanthaye Dawasak[22]
- 1982 — Премия в категории «Лучшая актриса» за роль в фильме «Арадхана»[23]

Другие премии и знаки признания
- 1968 — Премия Радиовещательной корпорации Шри-Ланки[англ.] в категории «Самая популярная актриса второго плана» за роль в фильме Punchi Baba
- 1972 — Премия Ассоциации критиков Шри-Ланки в категории «Лучшая актриса» за роль Айрин в фильме Сокровище[англ.]
- 1972, 1973 — Deepashika Awards в категории «Самая популярная актриса»
- 1975 — Премия Ассоциации кинопродюсеров Шри-Ланки за работу в фильме «Как стать взрослой»
- 1975 — Специальный диплом IX Московского международного кинофестиваля за талантливое исполнение роли в фильме «Как стать взрослой»[24][25]
- 1997, 2002 — Премии Sumathi Awards в категории «Лучшая актриса теледрамы» за роли соответственно в сериалах Pitagamkarayo и Kemmura[26][27]
- 2008 — Награда от Генерального консульства Шри-Ланки в Лос-Анджелесе[28]

Правительственные награды
- 1985 — Kala Suri[англ.]
- 2005 — Kala Keerthi[англ.][29][30]

### Международные премии и награды

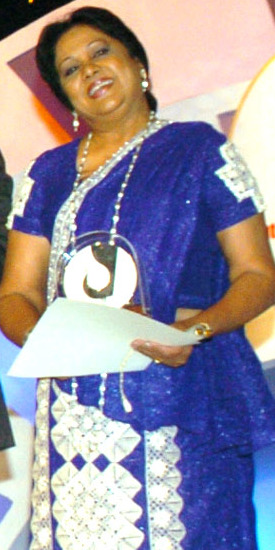
Актриса с «Серебряным павлином» Индийского МКФ 2008

Малани Фонсека стала первой ланкийской актрисой, отмеченной вне Шри-Ланки. Среди её международных наград
- 1975 — Почётный диплом 9-го Московского международного кинофестиваля за роль Сушилы в фильме «Как стать взрослой»
- 1977 — Почётный диплом 6-го Международного кинофестиваля в Нью-Дели за роль в фильме «Сирипала и Ранменика»
- 2008 — Премия «Серебряный павлин» в категории «Лучшая актриса» 39-го Индийского международного кинофестиваля за роль Сандхьи Рани в фильме «Цветы небес»[англ.][31]. В 2012 году Малини Фонсека, как авторитетная кинематографистка, была приглашена в жюри этой премии[32].
- 2009 — Премия в категории «Лучшая актриса» Международного кинофестиваля в Леванте (Италия) за роль в фильме «Цветы небес»[33]
- 2009 — Номинация на Asia Pacific Screen Award[англ.] в категории «Лучшая женская роль» за роль в фильме «Цветы небес»[34]. В 2013 году Фонсека была членом жюри этой премии[35].
- 2014 — Открытие церемонии награждения 16-го Фестиваля азиатского кино в Довиле (Франция)[англ.] было посвящено пятидесятилетию творческой карьеры Малини Фонсеки. Мэр города также наградил актрису городской медалью Довиля[32][36][37].

Кроме того, в 2010 году она была включена в составленный CNN список 25 величайших актёров и актрис Азии всех времён.

## Дополнительные ссылки
- Официальный сайт: Malinifonsekaonline.com (в настоящее время не работает; ссылка исправлена на архивную, копия содержимого также имеется на сайте ralini.webs.com)
- Малини Фонсека (англ.) в базе лайнкийского кино Films.lk
- Uditha Devapriya. Malini Fonseka: a Queen for them all (англ.). Ceylon Today (18 ноября 2014). Дата обращения: 14 ноября 2015.